# جزایر آدمیرالتی
جزایر آدمیرالتی (به لاتین: Admiralty Islands) یک سکونتگاه مسکونی در پاپوآ گینه نو است.